# 相川聖奈
相川 聖奈（あいかわ せいな、1996年（平成8年）4月10日 - ）は、日本のジュニアアイドル。山梨県出身。

## 略歴・人物
2008年（平成20年）、小学校6年生の時にデビューした。
デビュー当時は巨乳小学生と紹介され、本人曰く、胸は3・4年生の頃から大きくなり始めたらしい。
中学生時代には明るく爽やかな雰囲気で人気を博した。女子中学生アイドル専門誌Chu→Bohでは同誌の表紙を複数回に渡って飾り、2011年度には「生徒会長」に任命された。
2012年12月リリースのイメージDVDを最後に受験に集中するため活動休止を宣言。劇団に所属し舞台は続けるとのことであった。

## 作品

### DVD
- Sho→Boh「ぱい夏プール」（2008年10月31日、海王社）
- Sho→Boh「聖☆少女」（2009年1月31日、海王社）
- Chu→Boh「異国でSay Yes!!」（2009年4月24日、海王社）
- Chu→Boh「聖なるピーチパイ」（2009年9月25日、海王社）
- Chu→Boh「セイントセイナ」（2009年12月18日、海王社）
- グラッソ「ぽぃん♪」（2009年12月23日、彩文館出版）
- Chu→Boh「くすぐる聖春」（2010年3月19日、日本メディアサプライ）
- Chu→Boh「聖なる思春期」（2010年10月25日、EIC-BOOK)
- スパイスビジュアル「キミとの恋は5cm」（2011年1月28日）
- 「みすど mis*dol」（2011年4月15日、メディアブランド）
- Chu→Boh「まだ中学生」（2011年7月25日、EIC-BOOK）
- St.JC（2011年10月28日、エスデジタル）
- 美☆少女時代（2011年12月16日、スパイスビジュアル）
- はばたけっ! せいなの未来へ（2012年3月25日、EIK-BOOK）
- I-ONE「卒業-聖なる季節」（2012年7月20日、ラインコミュニケーションズ）
- J school （2012年10月31日、オルスタックソフト販売）
- Koh→Boh「ラスト聖夜」（2012年12月25日、EIC-BOOK）

## 出演

### 雑誌
- Sho→Boh（海王社）
- Chu→Boh（海王社）

### 舞台
- 劇団フジ第60回9月劇場「忌引休暇〜あなたが本当に休める時はいつですか〜」（2011年9月9日 - 11日、TACCS1179）
- 劇団フジ「9月になったら…〜女流漫画家騒動記〜」（2012年9月14日 - 16日、TACCS1179）

## 書籍

### 写真集
- 君に、ひとめぼれ。（2011年10月1日、海王社、撮影:青山裕企） ISBN 978-4796401982 他:森下真依、西永彩奈、真野しずく、飯田ゆか
- Chu→Boh学園同級生Special（2011年12月、海王社） 共演:真野しずく ISBN 978-4796460422